# Bodisatva
Bodisatva (sanskrt: बोधिसत्त्व, bodhisattva) ili bodhisata (pali: बोधिसत्त, bodhisatta) znači "probuđeno" (bodhi) "biće" (sattva); pojam u raznim školama budizma ima različita značenja. U mahajana budizmu označava probuđenog pojedinca koji se svjesno uzdržava od ulaska u nirvanu kako bi spasio druge.
Također se koristi i za osobu koja stremi bodhiju ("probuđenju"), odnosno za budućeg Budu. Njime se često opisuje Siddhartha Gautama prije no što je postao Buda, počevši od njegovih prvih težnji bodhiju. pa sve do potpunog probuđenja. Budisti jugoistočne Azije su također imali običaj da smatraju svoje kraljeve bodisatvama (npr. tibetski Dalaj Lama).
U teravada budizmu, prema Pali kanonu, bodisatva je, prije nego što se rodio na zemlji u svom posljednjem postojanju kao Buda, obitavao u području blaženstva, raju Tusita, gdje je živio čak šest milijuna godina. Smatra se da je njegovo postojanje kao bodisatva započelo kada je službeno donio odluku da postane Buda, za dobrobit svih bića.
Ideal bodisatve se u velikoj mjeri učvrstio u mahajana budizmu, gdje je zamijenio ideal arhata (अर्हत्, "dostojan") kao cilja budističkog života. Razlika koju su uveli mahajanisti sastoji se u tome da bodisatva teži prosvijetljenju svih bića, bez razlikovanja jastva od "ne-jastva", dok je arhat težio jedino samoprosvijetljenju.